# Ich werde hier sein im Sonnenschein und im Schatten
Ich werde hier sein im Sonnenschein und im Schatten ist der im September 2008 erschienene dritte Roman von Christian Kracht. Er wurde in der Frankfurter Allgemeinen Zeitung vorabgedruckt.

## Inhalt
In Krachts Roman wird von einer „Schweizer Sowjetrepublik (SSR)“ erzählt, die sich seit 96 Jahren im Krieg mit dem faschistischen Deutschland und England befindet. Von Osten und Südosten rücken koreanische und hindustanische Armeen heran. In Europa gibt es offenbar keine demokratischen Staaten mehr. Diese Geschichte von der Endzeit aller Zivilisationen in Europa, eine Dystopie, spielt zu Beginn des 21. Jahrhunderts, sie ist also eine Alternativweltgeschichte zur Geschichte im 20. Jahrhundert: Lenin blieb im Schweizer Exil, da Russland einer kontinentalen Explosion zum Opfer gefallen ist. Hierbei wird auf das Tunguska-Ereignis Bezug genommen, welches in der Alternativwelt eine weitaus größere Zerstörung verursacht hat. Zur Revolution und zur Errichtung einer kommunistischen Republik kam es deshalb nicht in Russland, sondern in der Schweiz. Von dort aus führten die Kommunisten einen fast hundertjährigen Krieg gegen die nördlichen faschistischen Länder, sie befreiten Ostafrika aus der Kolonialherrschaft und machten es zu ihrem Einflussgebiet. Hier rekrutierten sie auch ihre Soldaten für den Krieg in Europa.
Auf diese Weise wurde der im Nyasaland geborene Erzähler zum Schweizer Offizier ausgebildet. Die Romanhandlung beginnt In Neu-Bern, wo der Protagonist als Politischer Kommissar den Auftrag erhält,
den auffällig gewordenen jüdischen Oberst Brazhinsky ausfindig zu machen und zu verhaften. Dieser besaß in der Stadt ein Geschäft, das mit antisemitischen Parolen beschmiert wurde. Von der örtlichen Divisionärin Favre erfährt der Erzähler von einer neuen Form der Kommunikation, der sogenannten Rauchsprache, deren Beherrschung Brazhinsky erlangt habe und danach ins Reduit aufgebrochen sei. Favre und der Erzähler kommen sich näher und haben Geschlechtsverkehr, kurz darauf wird sie von einer deutschen Artilleriegranate getötet.
Der Kommissar bricht daraufhin in Richtung Reduit auf. Zwei von ihm als Voraustrupp geschickte Appenzeller Soldaten findet er bald tot in einem Wäldchen. Als er dort auf den Zwerg Uriel trifft, verliert er durch eine Droge das Bewusstsein. Uriel fesselt vorsichtshalber den Kommissar. Er bestreitet, der Mörder der Appenzeller zu sein: Brazhinsky habe die Männer mit seiner Rauchsprache umgebracht. Uriel lebt als Einsiedler und besitzt eine der letzten noch existenten Bibeln. Dem Erzähler gelingt es, sich loszumachen, Uriel niederzuschlagen und zu entkommen.
Aus einem verlassenen Dorf hört der Kommissar Hilferufe. Bei seinem Versuch, ein Feld zu überqueren, tritt er auf eine Mine und kann sich, um ihre Explosion zu verhindern, nicht mehr vorwärtsbewegen. Er erschießt zwei deutsche Partisanen, die kurz zuvor ein Mädchen vergewaltigten und dann umbrachten. Dann wird er von Uriel, der ihm gefolgt war, gerettet, indem dieser für ihn die Position auf der Mine einnimmt und ihm aus christlicher Motivation heraus das Leben rettet und sein eigenes opfert.
Schließlich im Reduit angekommen, will der Erzähler Brazhinsky endgültig verhaften. Dieser demonstriert nun zum ersten Mal die Rauchsprache, eine Mischung aus Telepathie und Telekinese, und geht nicht weiter auf die Verhaftung ein. Stattdessen will er dem Erzähler nun ebenfalls die Rauchsprache beibringen. Später gibt er sich als Ehemann Favres zu erkennen und erklärt, dass er die antisemitischen Schmierereien an seinem Geschäft selbst angebracht habe. Der Erzähler wird von Brazhinskys Charisma anfänglich in den Bann gezogen, nach und nach erkennt er allerdings die Dekadenz und den Verfall, die im äußerlich starken Reduit vorherrschen. Das Reduit ist marode, und vieles, was man dem Erzähler beigebracht hat, z. B. die Wunderwaffe, entpuppt sich als Propagandalügen. Als ihm klar wird, dass der Oberst wahnsinnig ist, beschließt er die Festung zu verlassen. Brazhinsky versucht daraufhin, ihn zu ermorden, scheitert und sticht sich selbst die Augen aus. Während des finalen Angriffs deutscher Luftschiffe auf das Reduit verlässt der Erzähler den Ort durch einen südlichen Ausgang und kehrt über Genua nach Afrika zurück, wo sich mit dem Untergang der SSR auch die dortige Schweizer Ordnung auflöst und die Einheimischen aus den für sie gebauten modernen Städten in die Dörfer, Savannen und Ebenen zurückgehen. Das letzte Kapitel des Buches zeigt den Architekten dieser Städte, Jeanneret, der verzweifelt über die Undankbarkeit der Menschen durch die verlassenen Straßen irrt und sich an einer von ihm entworfenen Laterne erhängt.

## Übersetzungen
Der Roman wurde in das Russische, ins Bulgarische, ins Niederländische, ins Schwedische, ins Polnische, ins Französische, ins Koreanische, ins Norwegische und ins Kroatische übersetzt.

## Rezeption
Im Feuilleton wird Krachts Roman kontrovers beurteilt:
Elmar Krekeler schreibt in seiner Besprechung (Welt, 20.09.2008): „Kracht menetekelt eine Geschichte hin, die einer Albtraumlogik folgt, in der deswegen alles möglich ist und alles merkwürdig plausibel, so irre wie es scheint. Eine Traumgeschichte, unter der sich wie im Schachteltraum immer wieder Subträume öffnen. Eine schwarzromantische Geschichte vom Ende aller Moral, aller Gesellschaft. Und man gibt sich diesem Albtraum hin. Man kann nicht anders. Mit kantigen, kalten Sätzen stanzt Kracht eines jener Bücher in die Literaturlandschaft, die es braucht, damit man den Kopf frei bekommt.“ Von Popliteratur erkennt Krekeler keine Spuren mehr; stattdessen Bezüge auf: „Friedrich Glauser und Joseph Conrad und Ludwig Wittgenstein und Ernst Jünger, ein paar Comic-Hefte, Gothic Novels, drei Bände Sprachtheorie, afrikanische Mythen, ein bisschen Steampunk und Bergliteratur, Kitsch, ein paar Drogen, versteckte Witze, die afrikanischen Tagebücher Krachts unter anderem vom Aufstieg auf den Kilimandscharo und Unmengen literarische Eiswürfel“.
Dietmar Dath (Frankfurter Allgemeine Zeitung, 15.10.2008) nimmt den Autor vor Rezensenten in Schutz, die seine antihistorische Fantastik abwerten, und ernennt Kracht zum „abgebrühtesten“, waffenlosen Militärschriftsteller schlechthin. Listig umschiffe er die Ortungsgeräte der Literaturkritik und biege in einem Akt „in sich ruhenden Größenwahns“ die Geschichte um. Mit historischer Unerschrockenheit verhelfe er dem Bolschewismus zum Sieg über das Bürgertum, wenn auch bloß in der Schweiz.
Dieter Hildebrandt zeigt sich in seiner Buchbesprechung für Die Zeit (9.10.2008) unangenehm berührt von „Nahkampfvokabular, Landserlakonik und Schützengrabenromantik“, die ihn an Jüngers „Stahlgewitter“ erinnert. Mit „Stahlgewitter für die VIP-Lounge“ fasst er die ebenso zynische wie virtuose Vorführung einer Haltung, in der die Lust am Untergang auf „volle Dröhnung“ gebracht wird, weil man seinen „Dom Perignon längst lieber aus der Feldflasche“ trinkt.
Gustav Seibt (Süddeutsche Zeitung vom 20.09.2008) ist einerseits von der Sprache des stilversessenen Autors begeistert, mit der es ihm geradezu mühelos gelinge, „magische Wirkung“ zu erzeugen, aber andererseits vermisst er den sinnvollen Zusammenhang. Überhaupt löse sich nach und nach alles auf in Albernheit und „höhnischen Nippes“, aus dem mal Ernst Jünger und mal der „Ekel“ am Menschlichen klinge. Alles in allem sei der Roman ein „gedankliches Durcheinander“ trotz hoher stilistischer Gaben.
Für Eva Behrendt (Frankfurter Rundschau vom 23.09.2008) kippt die Schweizer Geschichtsparodie nach dem Vorbild von Conrads „Herz der Finsternis“ schließlich in der Alpenfestung „Reduit“ in eine „Heilsgeschichte“ um. Kracht habe sich offenbar einen durchgedrehten Scherz erlauben wollen, der bei ihr allerdings nicht gezündet hat. „[E]infach schwachsinnig“ lautet ihr Resümee.

## Sonstiges
Der Titel des Romans übersetzt eine Zeile des irischen Volksliedes Danny Boy.

## Adaption
Von Regisseur Armin Petras wurde Krachts Roman erstmals in Deutschland als Theaterstück adaptiert. Die Inszenierung wurde im Juli 2010 im Stuttgarter Staatstheater uraufgeführt. Bereits einen Monat früher kam eine Theaterfassung von Corinna von Rad am Theater Basel auf die Bühne.

## Auszeichnungen
- 2009 – Phantastik-Preis der Stadt Wetzlar